# Джон Вільям Бітті
Джон Вільям Бітті (англ. John William Beatty, 1869—1941) — канадський художник, який стояв біля витоків групи канадських пейзажистів «Група Сімох», що існувала в Канаді проягом 1920—1933 років.

## Біографія
Джон Вільям Бітті народився 1869 року в Торонто, Онтаріо. Під впливом батька з ранніх літ захопився живописом. Зарано покинув навчання в школі, він працював на місцевій гравірувальній фабриці, потім служив в армії сурмачем. Закінчивши службу, він одружився й пішов працювати до пожежної охорони в Торонто. Увсесь цей час Бітті плекав мрію свого дитинства — стати художником. У вільний час він малював портрети своїх товаришів-пожежників і натюрморти, намагався вивчити живопис. Назбиравши трохи грошей, він зі своєю дружиною поплив до Парижу, де Джон хотів навчатися в Академії Жуліана. Із 1900 года він і вчився в Академії Жуліана в Парижі. Там з ним навчалися художники Жан-Поль Лоран и Веніамін Констант.
У 1901 році він повернувся до Торонто, відкрив свою студію, почав викладати в коледжі мистецтв і дизайну в Онтаріо, відвідував заходи клубу Mahlstick, став членом клубу Graphic Arts. Потім він знову поїхав у Европу, де продовжував навчання в Академії Жуліана і академії Коларосі.
Із 1906 до 1909 Бітті рік подорожував Європою. Був у Голландії, Бельгії, Италії та Испанії.
У 1909 році Джон Вільям Бітті повернувся в Торонто з численними замальовками й картинами з зображенням селянського життя в Голландії й продовжував малювати картини. Починаючи з 1912 року він займався регулярними замальовками природи, селянського життя в поїздках з друзями — художниками Томом Томсоном (Tom Thomson), Макдональдом (J.E.H. MacDonald) і Джексоном (A.Y. Jackson). Йому й художнику Джексону була запропонована робота з малювання канадської Північної залізниці, її будівництву, побуту робітників, навколишньої природи та інше.
Багато замальовок пейзажів були зроблені художником в Алгонкінському провинціальному парку (Algonquin Provincial Park), що знаходиться між річками Бей и Оттавою в Центральному Онтаріо, Канада. Своєю найкращою картиною Бітті вважав "Вечірню хмару в Норсленді (The Evening Cloud of the Northland) (1910).
У 1917 році Джон Вільям Бітті працював військовим художником канадського експедиційного корпусу.
Надалі Бітті був членом канадської Королевськой академії, Спілки художників Онтаріо, президентом Канадського клубу мистецтв і литератури.
Сьогодні праці художника знаходяться в Національній галереї Канади, Художній галереї Онтаріо, Канадській художній колекції МакМайкла, в Університеті Торонто, Військовому музеї тощо.